# Institut de technologie Lamar
L'Institut de technologie Lamar (en anglais Lamar Institute of Technology, LIT) est une école technique publique (se faisant en deux ans) située à Beaumont. Le LIT était anciennement une partie de la Lamar University, mais s'est séparé de celle-ci en 1995 quand elle a rejoint le système des Universités d'État du Texas.

## Histoire
Le LIT est né en 1946 sous le nom de Division of Vocations à l'intérieur de ce qui était le Lamar College. Cette division est devenue la Lamar School of Vocations en 1955. En 1971, elle prend le nom de College of Technical Arts alors que le Lamar College devient la Lamar University.
En 1990, tous les programmes de deux ans de la Lamar University furent rassemblés sous le nom de Lamar University Institue of Technology. Lorsque la Lamar University entra dans l'Université d'État du Texas, l' Institute of Technology fut mis à part. En 1999, l'établissement fut renommé Lamar Institute of Technology par la loi texane.